# Мырзабосынов, Ербол Куантаевич
Ербол Куантаевич Мырзабосынов (каз. Ербол Қуантайұлы Мырзабосынов; род. 30 августа 1984, Семипалатинск, Казахская ССР, СССР) — казахстанский государственный деятель, министр туризма и спорта Республики Казахстан (с 2024).

## Биография
Родился 30 августа 1984 года в г. Семипалатинск, Восточно-Казахстанская область, КазССР.

### Образование
Окончил Семипалатинский государственный педагогический институт по специальности «Физическая культура и спорт», квалификация «Педагог по физической культуре и спорту».
Окончил Казахский гуманитарно-юридический инновационный университет по специальности «Государственное и местное управление».

## Трудовой стаж
- Тренер-преподаватель кафедры теории и методики физической культуры и спорта, Семипалатинского государственного педагогического института (2005—2006);
- Преподаватель кафедры физического воспитания Государственного медицинского университета г. Семей (2009—2013);
- Заведующий кафедрой физического воспитания Государственного медицинского университета г. Семей (2013—2014);
- Директор спортивного клуба «Қызылжар Арландары», СКО, г. Петропавловск (2018—2020);
- Управляющий директор Ассоциации «Qazaq kuresi» (2020—2021);
- Ректор «Академии физической культуры и массового спорта» г. Астана (2021—2023);
- Председатель комитета по делам спорта и физической культуры Министерства туризма и спорта РК (2023 — 2 сентября 2024);
- Министр туризма и спорта Республики Казахстан (с 2 сентября 2024)[3][4]

### Семья
Женат на Айжан Мырзабосынова, есть сын Әлихан (2009 г.р.) и дочь — Әмина (2011 г.р.).